# Хариусный Камень
Хариусный Камень — или гора Хариусная, в местном произношении также Харьюзная, Харьюзный Камень. Находится в осевой части Среднего Урала, в северо-восточной части Горнозаводского района Пермского края, 15 км восточнее горы Средний Басег хребта Басеги, в 12 км к юго-западу от поселка Средняя Усьва. Расположена в верховьях левых притоков Усьвы: речек Большой и Малой Хариусных. Гора была названа по речкам, в которых местные жители ловили рыбу хариус.Имеет округлую форму, с севера на юг достигает 5 км. Гребень плоский, широкий. Вершина смещена к северному склону, имеет куполообразную форму, плоский верх. Склоны пологие, наибольшую крутизну имеет западный склон. 
Западный склон обеспечивает питанием исток реки Талая (впадает в реку Большая Хариусная); северный и восточный — исток реки Малая Хариусная (впадает в реку Усьва). Восточный и южный склоны заболочены. К северу от горы протекает река Усьва. Находится ниже границы леса, покрыта древостоем пихтово-елового состава. На склонах горы и прилегающей территории большую площадь занимают вырубки, зарастающие мелколиственными породами.